# Лота, Чарльз
Чарльз Лота (17 ноября 1978) — замбийский футболист, полузащитник. В 1995—2002 годах он играл в сборной Замбии. Он является братом Денниса Лоты, также выступавшего за сборную страны.

## Карьера
Футбольная карьера Лоты началась в клубе «Конкола Блэйдз» из города Чилилабомбве. В 1997 году он дебютировал в замбийской Премьер-лиге. Он играл в «Блэйдз» до 2000 года, когда перешёл в «Кабве Уорриорз». Он играл там в 2001/02 сезоне. В 2002 году он выиграл Кубок Вызова. Затем в 2003/04 сезоне он играл в «Ред Эрроуз». В 2004 году он выиграл чемпионат Замбии.
В сборной Замбии Лота дебютировал в 1997 году. В 2002 году он был вызван в сборную на Кубок африканских наций 2002 года. Он сыграл в трёх встречах: с Тунисом (0:0), Сенегалом (0:1) и Египтом (1:2). В сборной он играл до 2002 года.